# 日浦洞門
日浦洞門（ひうらどうもん）とは、北海道函館市日浦町にある北海道道41号の素掘りトンネル群である。

## 概要
1929年（昭和4年）に開通した7つの素掘りトンネル群。1985年（昭和60年）まで国道278号として利用されていた。
付近の地質は緑色凝灰岩（グリーンタフ）で、その上に火砕物や泥岩の地層がみられる。凝灰岩の崖は比較的軟らかく、波による侵食で櫛の歯状にいくつもの岬ができた。岬をくり抜いて道路を作ったために複数のトンネルが作られた。前田寿嗣は素掘りの工事方法について、岩が軟らかいためと推測している。
2025年（令和7年）3月まで函館バスが路線バスで運行していたが、同年4月1日ルート変更で通過しなくなった（下海岸線91系統と91A系統、日浦 - 上大澗）。悪天候や高波などで安全輸送が困難との理由である。